# Řivnáčská kultura

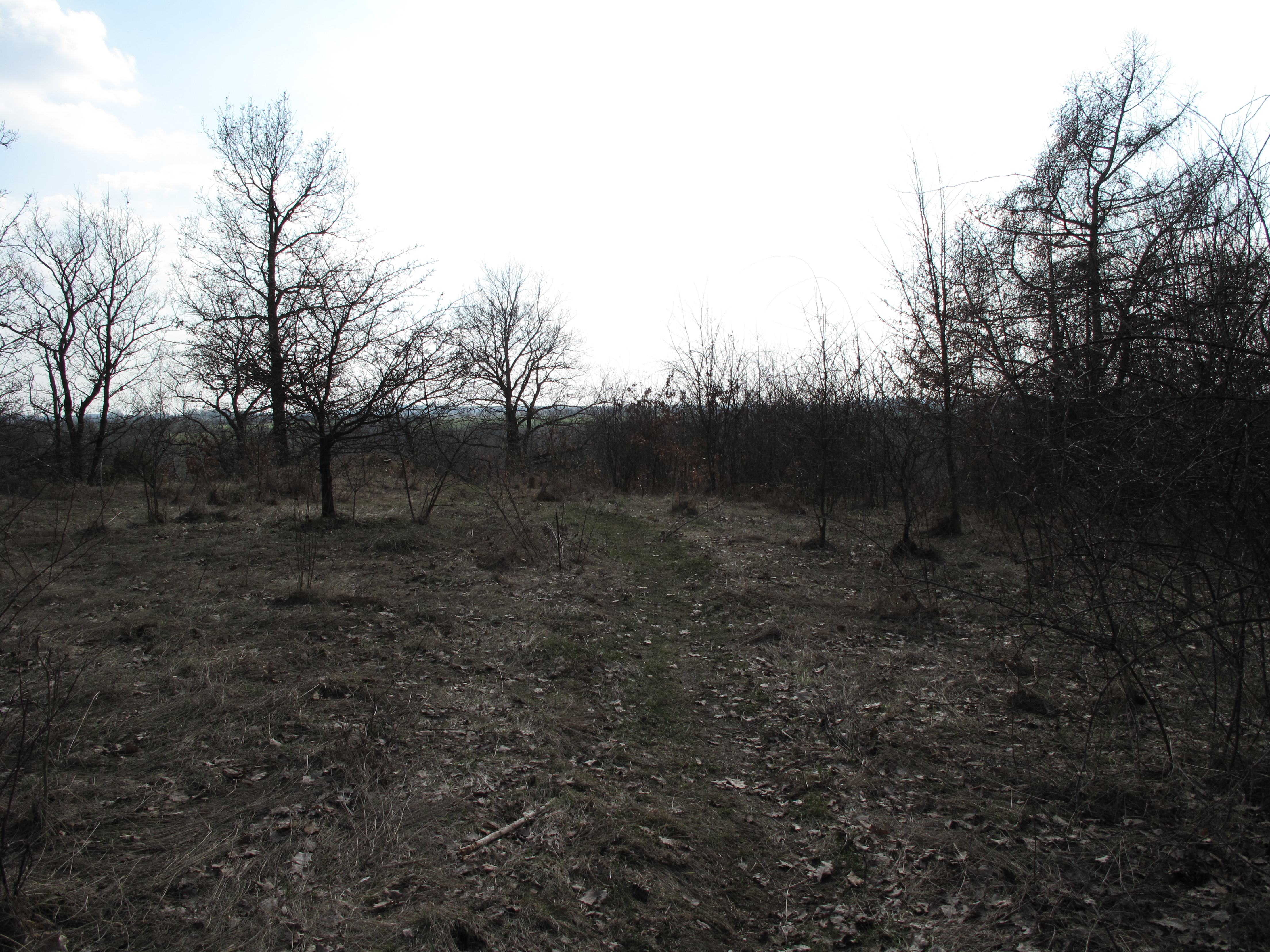
Prostor kdysi masivně opevněného hradiště Denemark

Řivnáčská kultura je kultura konečné fáze středního eneolitu, pojmenovaná podle eponymní lokality Řivnáč u Roztok. Její absolutní datování je zhruba 2900–2800/2700 před Kristem. Doba jejího trvání se odhaduje asi na 200 let. Vyskytovala se především ve středních Čechách, ale také v Čechách severozápadních a sporadicky i východních. V západních a jižních Čechách byla s řivnáčskou současná chamská kultura. Vyznačuje se vysokou úrovní hmotné kultury. Poprvé byla rozpoznána Janem Axamitem v roce 1925, ale širšího uznání dosáhla až ve čtyřicátých letech 20. století.

## Artefaktová základna

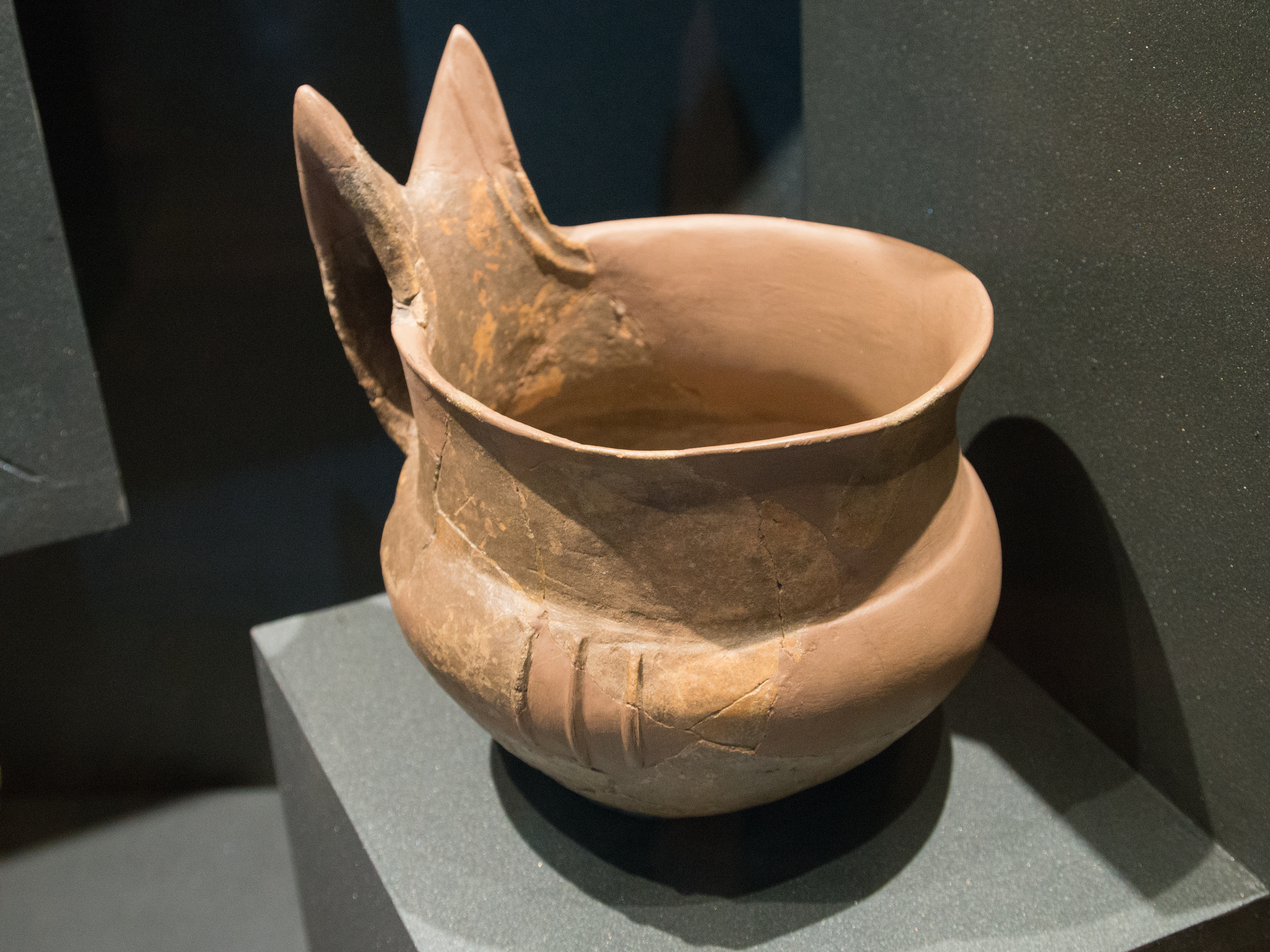
Nádoba Řivnáčské kultury

Z řivnáčské kultury máme k dispozici poměrně velké množství archeologického materiálu, což je způsobeno především dobrou mírou prozkoumanosti výšinných sídlišť této kultury. Keramika více méně navazovala na předchozí badenskou kulturu. Objevují se hliněné bubny i různé antropomorfní nádoby patrně rituálního charakteru. Stejného účelu jsou i antropomorfní idoly, z nichž některé jsou opatřeny růžky, stejně jako některé nádoby. V závěru existence řivnáčské kultury se na sídlištích začínají objevovat reprezentativní kusy keramiky kultury kulovitých amfor, která přišla do Čech ze severních oblastí, což svědčí o kontaktu obou kultur.

## Sídliště
Známá jsou jak výšinná tak rovinná sídliště. V převaze jsou sídliště výšinná (dlouho vůbec nebyla známa existence rovinných sídlišť) kterých dnes známe asi 50–60. Zpravidla se jedná o malé a hustě osídlené areály na strategických místech (nemusí platit vždy, známe i areály nad 1 ha), jejichž koncentrace je nejnápadnější v západní části Velké Prahy a dále v oblasti Slánska a Čáslavska. Mezi nejznámější případy masivně fortifikovaných lokalit patří hradiště Dänemark u Kutné Hory nebo Homolka u Stehelčevsi. Lidé žili buď v polozemnicích, které měly často čtvercový půdorys se stranou kolem 4 metrů nebo v povrchových obydlích. Oba druhy domů byly určeny pro jednu rodinu, bývají nalézána i ohniště uvnitř polozemnic.

## Pohřební ritus
Pohřebních areálů je známo poměrně málo, asi 12–13. Býval praktikován jak kostrový tak žárový pohřební ritus, přičemž se objevují i skříňkové pohřby. Na rozdíl od kultury s nálevkovitými poháry není běžné pohřbívání do sídlištních jam.